# Litoral de Delaware

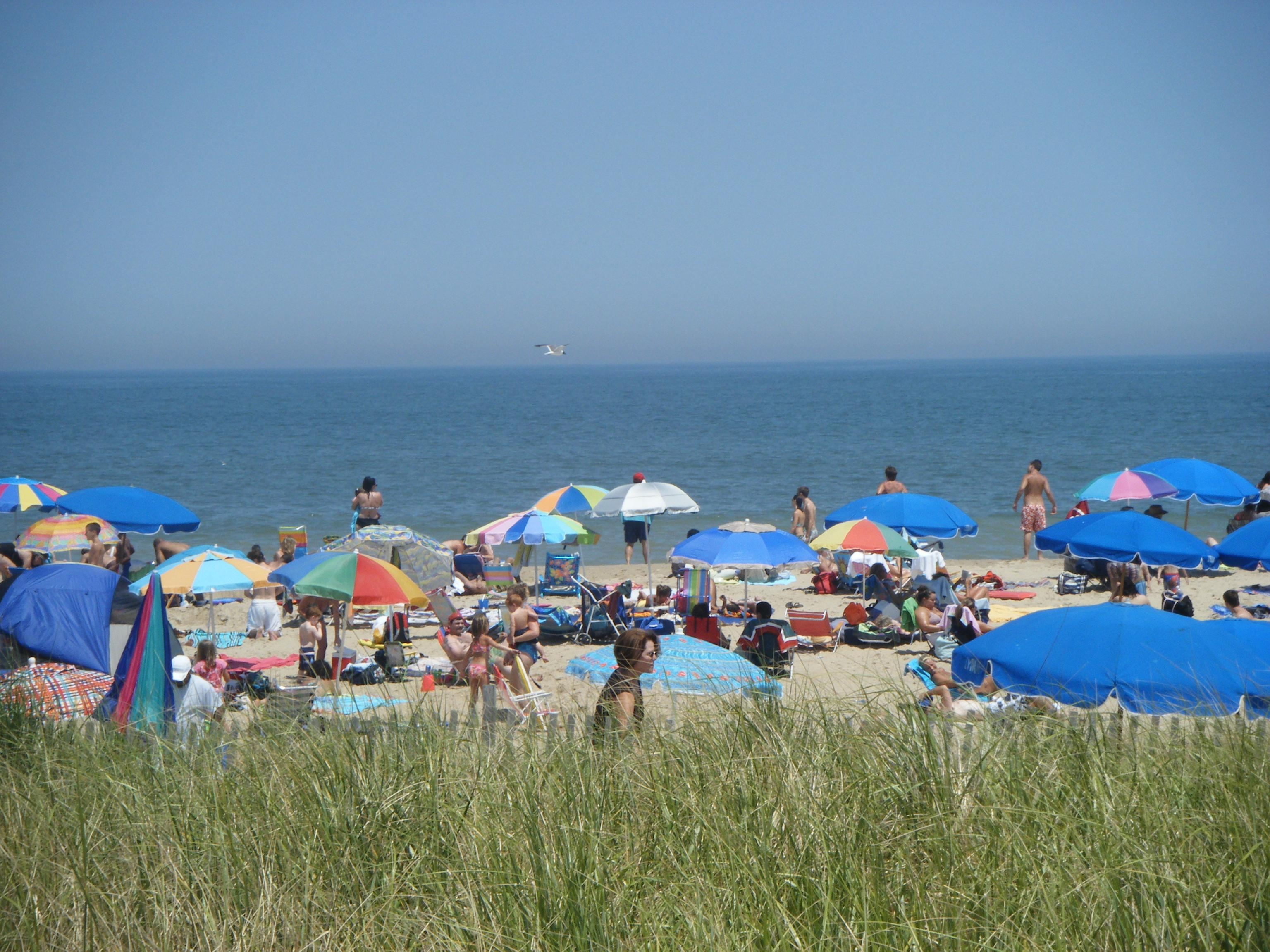
Praia de Rehoboth

O Litoral de Delaware está localizado ao longo do Oceano Atlântico, na parte leste de Sussex, em Delaware, EUA. Além das praias ao longo do oceano, a área oferece várias comodidades que incluem: restaurantes, diversão noturna, pesca, cursos de golf, boardwalk e anuidades de passagens de táxis. As praias são destinos turísticos populares entre os residentes de áreas próximas como Washington, Baltimore, Filadélfia, South Jersey e Norfolk.

## Praias
- Lewes (na Baía de Delaware)
- Parque Estadual de Cape Henlopen
- Henlopen Acres
- Rehoboth Beach
- Dewey Beach
- Parque Estadual do Litoral de Delaware
- Bethany Beach
- South Bethany
- Parque Estadual da Ilha Fenwick
- Ilha Fenwick